# William M. Meredith

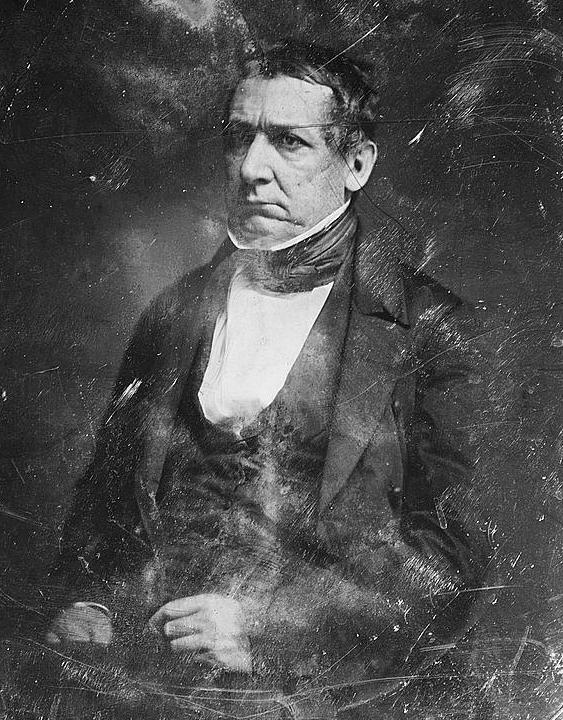
William M. Meredith

William Morris (Norris) Meredith (* 8. Juni 1799 in Philadelphia, Pennsylvania; † 17. August 1873) war ein US-amerikanischer Jurist und Politiker, der dem Kabinett von US-Präsident Zachary Taylor als Finanzminister angehörte.

## Studium und berufliche Laufbahn
Er absolvierte zunächst ein allgemeinbildendes Studium, das er bereits 1812 mit einem Bachelor of Arts (B.A.) abschloss. Anschließend folgte ein Studium der Rechtswissenschaften an der University of Pennsylvania, das er 1816 mit einem Master of Laws (LL.M.) beendete. Nach der Zulassung zum Rechtsanwalt 1817 war er als Jurist in seiner Geburtsstadt tätig.
Aufgrund seiner juristischen Erfahrungen gehörte er ab 1870 der amerikanischen Kommission zur Klärung der „Alabamafrage“ an, die nach dem Ende des Bürgerkrieges zu einer schweren Krise zwischen den Vereinigten Staaten und dem Vereinigten Königreich geführt hatte und erst im September 1872 durch ein Internationales Gericht geklärt wurde.

## Politische Laufbahn

### Ämter in Pennsylvania
Meredith begann seine politische Laufbahn mit der Wahl zum Abgeordneten der Pennsylvania General Assembly, der er von 1824 bis 1828 angehörte. Zwischen 1834 und 1839 war er Präsident des Stadtrates von Philadelphia. Dort vertrat er die Interessen der Whig Party. In dieser Funktion gehörte er 1837 auch dem Verfassungskonvent von Pennsylvania an.
1841 erfolgte nach seinem großen Einsatz während des Präsidentschaftswahlkampfes von William Henry Harrison seine Ernennung zum Bundesstaatsanwalt für den östlichen Bezirk von Pennsylvania als Nachfolger von John M. Read. Zwischen 1861 und 1867 gehörte er der Staatsregierung von Pennsylvania als Justizminister (Attorney General) an. Noch 1873 war er wenige Monate vor seinem Tod Präsident des Verfassungskonvents des Bundesstaates.

### Finanzminister unter Präsident Taylor
Nachdem er 1848 bei seiner Kandidatur zum US-Senator gescheitert war, berief ihn Präsident Taylor im März 1849 als Nachfolger von Robert J. Walker zum Finanzminister in seinem Kabinett. Als Finanzminister war er wie sein Vorgänger ein starker Verfechter der Freihandelspolitik. Gleichzeitig sah er die Notwendigkeit des Schutzes der Arbeiterklasse. Die wesentlichste Leistung als Finanzminister war die in seinem Jahresbericht von 1849 dargestellten Argumente für einen Schutzzoll als wirksames Handelshemmnis. Der Anstieg der Staatsverschuldung aufgrund des Mexikanisch-Amerikanischen Krieges von 1846 bis 1848 sowie der anschließenden Aufnahme von Kalifornien als 31. Bundesstaat der USA gab ihm Anlass zu einer Erhöhung der Staatseinnahmen durch höhere Einfuhrzölle, die allerdings nicht mehr zu seiner Amtszeit umgesetzt wurden. In seiner Amtszeit begann er auch mit einer Neuorganisation der Küstenüberwachung, die zuletzt 1806 stattgefunden hatte, aber durch die Vergrößerung des Staatsgebietes der USA durch die Beitritte von Bundesstaaten dringend notwendig war.
Nach dem Tod von Präsident Taylor am 9. Juli 1850 trat er zusammen mit den anderen Kabinettsmitgliedern von seinem Amt als Finanzminister zurück.